# Cet obscur objet du désir
Cet obscur objet du désir (Aquest obscur objecte del desig) és la 32a i última pel·lícula dirigida per Luís Buñuel. De producció franco-espanyola, va ser estrenada el 1977. El guió està basat en la novel·la La femme et le pantin de 1899 de l'escriptor francès Pierre Louÿs. De la frase del llibre «ce pâle objet du désir» Buñuel i Jean-Claude Carrière –coguionistes de la pel·lícula- en van extreure el títol, lleugerament modificat.

## Argument
Abans que el tren amb trajecte Sevilla-Paris arranqui, Mathieu llença un cubell d'aigua a Conchita, la seva parella de la qual intenta infructuosament desprendre's.
Seguidament, s'excusa per la seva injustificada conducta als viatjers que l'acompanyen al seu compartiment (una mare amb la seva filla, un jutge i un psicòleg nan), als quals Mathieu comença explicar la història de la seva turbolent relació sentimental amb Conchita.
Mathieu la va contractar com a minyona i des del principi va intentar anar-se'n al llit amb ella, turmentat i seduït alhora per les insinuacions sexuals de Conchita que, això no obstant, proclamava ser verge i es negava a tenir relacions sexuals abans de casar-se.
La seva relació d'amor i odi és breument interrompuda quan Conchita és finalment expulsada de casa, però els remordiments de l'obsessionat Mathieu el condueixen a cercar de nou a Conchita, a la qual acaba descobrint dansant nua per turistes en un bar nocturn de Sevilla.
Reconciliats de nou, Mathieu li confessa el seu amor per ella, però Conchita admet que el troba repulsiu i el tortura simulant un acte sexual amb un amic. A aquesta provocació Mathieu reacciona violentament tot apalissant a Conchita, que amb aquest acte queda convencuda del seu sincer amor vers ella.
Satisfets amb la història, els passatgers del tren contemplen com és ara Conchita qui, després de reaparèixer, vessa un cubell d'aigua sobre Mathieu.
Quan el tren arriba al seu destí, l'enamorada parella se'n va a passejar pels carrers de París, que és amenaçada per un grup de terroristes que pretenen sembrar la confusió i el caos a la ciutat. La seva enèsima discussió és interrumpuda per la sobtada explosió d'una bomba.

## Repartiment
| Actor / actriu original | Personatge fictici                  |
| ----------------------- | ----------------------------------- |
| Fernando Rey            | Mathieu Faber                       |
| Carole Bouquet          | Conchita I                          |
| Ángela Molina           | Conchita II                         |
| Piéral                  | nan, psicòleg                       |
| Julien Bertheau         | Edouard, cosí                       |
| André Weber             | Martin                              |
| Maria Asquerino         | Incarnacion Perez, mare de Conchita |
| Milena Vukotic          | viatjant                            |
| Ellen Bahl              | rival                               |
| Muni                    | concerge                            |
| Bernard Musson          | policia                             |
| Jacques Debary          | jutge                               |
| Valérie Blanco          | jove                                |
| Lita Lluch-Peiro        | ballarina                           |
| Isabelle Rattier        | secretària                          |
| Isabelle Sadoyan        | portera                             |
| Antonio Duque           |                                     |
| André Lacombe           |                                     |
| Annie Monange           |                                     |
| Jean-Claude Montalban   |                                     |
| David Rocha             |                                     |
| Juan Santamaria         |                                     |
| Melody Thomas           |                                     |
| Dick Winslow            |                                     |
| Roger Ibáñez            |                                     |

## Premis i nominacions
| Any  | Festival                                               | Premi                                     | Resultat   |
| ---- | ------------------------------------------------------ | ----------------------------------------- | ---------- |
| 1977 | Associació de Crítics de Cinema de Los Angeles (LAFCA) | Millor pel·lícula estrangera              | Guanyadora |
| 1977 | National Board of Review                               | Millor pel·lícula estrangera              | Guanyadora |
| 1977 | National Board of Review                               | Millor director                           | Guanyador  |
| 1977 | National Society of Film Critics Awards (NSFC Awards)  | Millor director                           | Guanyador  |
| 1978 | Premis César                                           | Millor director                           | Nominat    |
| 1978 | Premis César                                           | César al millor guió original o adaptació | Nominat    |
| 1978 | Premi Globus d'Or                                      | Millor pel·lícula estrangera              | Nominada   |
| 1978 | Oscars                                                 | Millor pel·lícula de parla no anglesa     | Nominada   |
| 1978 | Oscars                                                 | Millor guió adaptat                       | Nominat    |

## Crítica
- El joc eròtic es perllonga, perversament - a mig camí entre la vida i el somni, el to directe i el surrealisme. L'obstinació dels personatges els conduirà a una situació límit[3]